# Sylvelin Långholm
Sylvelin Långholm-Bergman, född 26 juni 1916 i Helsingfors, död 13 augusti 1994 i Dragsfjärd, var en finländsk operasångare (sopran).
Långholm bedrev 1935–1939 studier vid Helsingfors konservatorium och var därefter 1939–1947 och 1950–1961 engagerad vid Finlands nationalopera. Hon gästspelade 1947–1950 som operettprimadonna på Svenska teatern och konserterade i Finland samt utomlands. Vid operan sjöng Långholm företrädesvis lyriska sopranpartier (bland annat Mozart).
Hon var 1942–1955 gift med kompositören Erik Bergman.